# جاوجيانغ
جاوجيانغ (بالصينية: 椒江区) هي منطقة حضرية تقع ضمن مدينة تايتشو في مقاطعة تشجيانغ شرقي الصين. تُعد المركز السياسي والاقتصادي والثقافي للمدينة.

## التاريخ
كانت جاوجيانغ تُعرف سابقًا باسم مقاطعة هوانغيان، والتي تأسست عام 1980، ثم أُعيدت تسميتها لتصبح "جاوجيانغ" في عام 1994 عندما أُنشئت مدينة تايتشو الحضرية على مستوى المحافظة.

## الاقتصاد
يمتاز اقتصاد جاوجيانغ بالتنوع، حيث يشمل الصناعات التحويلية، التجارة، والخدمات. تُعد المنطقة من المراكز الاقتصادية الهامة في جنوب شرق تشجيانغ، وتضم العديد من المؤسسات الصناعية ومناطق التطوير.

## التعليم
تستضيف جاوجيانغ كلية تايتشو المهنية (Taizhou College)، وهي مؤسسة تعليم عالي تقع داخل الحي، وتقدم مجموعة متنوعة من البرامج الأكاديمية والمهنية.

## النقل
ترتبط جاوجيانغ جيدًا ببقية أجزاء تايتشو والمقاطعات المجاورة من خلال شبكات الطرق السريعة، كما يوجد بها موانئ نهرية وبحرية تدعم الحركة التجارية.